# Scapa Flow
Koordinaten: 58° 53′ 32″ N, 3° 3′ 0″ W
Scapa Flow ist eine Bucht, die sich aus der Lage der im südlichen Teil der Orkney (Schottland, Vereinigtes Königreich) Inseln Mainland, Burray, South Ronaldsay, Flotta und Hoy ergibt. Dadurch entsteht eine Art geschlossener Innensee von etwa 10 km × 15 km Fläche mit Ein- und Ausgängen. Durch Scapa Flow verlaufen die Fährverbindungen zwischen Houton auf Mainland und Lyness auf Hoy sowie zur Insel Flotta. Besondere Bekanntheit erlangte die Bucht durch ihre Bedeutung in beiden Weltkriegen.

## Naturhafen

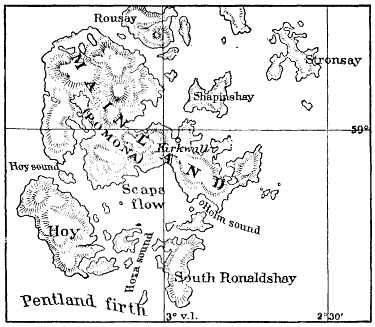
Karte von Scapa Flow, 1916

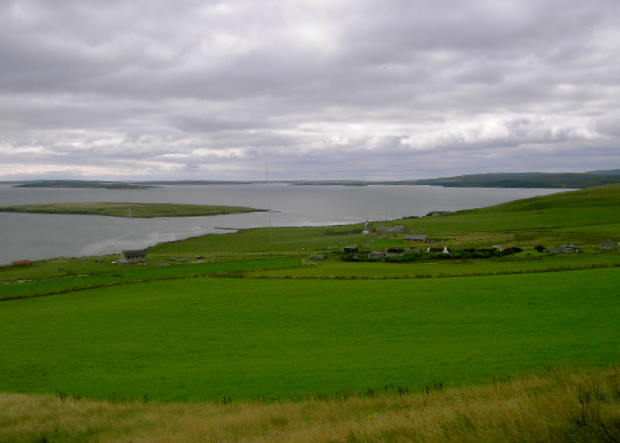
Scapa Flow, 2006

Da die Bucht geschützt liegt, wurde sie in der Geschichte oft als Naturhafen benutzt. Schon die Wikinger versammelten hier im 13. Jahrhundert ihre Schiffe und gaben der Bucht den Namen Skalpafloi. Auch zu Napoléon Bonapartes Zeiten spielte sie eine wesentliche Rolle. Die Briten betrieben mit ihrer Flotte von dort aus Handelsbeziehung mit dem Baltikum. Noch heute erinnern einige Relikte aus dieser Zeit daran, so z. B. die 1813–1815 zum Schutz vor einer möglichen Invasion Napoleons erbauten Martello-Türme am Longhope im Südosten von Hoy. Scapa Flow war im Ersten und Zweiten Weltkrieg der wichtigste Stützpunkt der Royal Navy. In beiden Weltkriegen drangen deutsche U-Boote in die Bucht ein.

## Erster Weltkrieg
Im Ersten Weltkrieg am 23. November 1914 konnte das deutsche U-Boot U 18 unter dem Kommando von Kapitänleutnant Heinz von Hennig durch den Hoxa Sound, die Hauptzufahrt im Süden, in die Bucht eindringen. Es hatte sich einem einlaufenden Frachter angehängt und so die Sperren überwunden. Weil die Briten den Stützpunkt zu dieser Zeit geräumt hatten, fand U 18 kein lohnendes Ziel vor. Beim Rückzug wurde das Boot von einem Minensucher entdeckt und gerammt; die Besatzung geriet in Gefangenschaft.
Am 31. Mai 1916 lief die Grand Fleet unter dem Kommando von Admiral John Jellicoe von Scapa Flow zur Skagerrakschlacht aus. Am 5. Juni 1916 wollte der britische Kriegsminister, Lord Horatio Herbert Kitchener, an Bord des Panzerkreuzers HMS Hampshire nach Archangelsk fahren, um mit Russland wichtige Verhandlungen zu führen. Die Hampshire verließ Scapa Flow durch den Hoy Sound. Wenig später lief sie westlich von Mainland auf eine Seemine und sank binnen 15 Minuten. Es gab nur zwölf Überlebende, Lord Kitchener und mehr als 600 Crew-Mitglieder ertranken.
Am 18. Oktober 1918 versuchte UB 116 unter Oberleutnant zur See Hans-Joachim Emsmann, Sohn von Hugo Emsmann, mit einer freiwilligen Besatzung, in Scapa Flow einzudringen. Doch war der Hoxa Sound nicht wie erwartet frei von Netzen und Minen. Durch Unterwasserhorchgeräte wurden die Schraubengeräusche des deutschen U-Boots entdeckt; gegen 23:30 Uhr sichteten Suchscheinwerfer sein Sehrohr. Per Fernzündung wurde eine ganze Minensperre ausgelöst und UB 116 vernichtet.

### Selbstversenkung der Kaiserlichen Hochseeflotte
Nach dem Waffenstillstand wurden 74 Schiffe der deutschen Hochseeflotte in Scapa Flow interniert. Dort gab Konteradmiral Ludwig von Reuter am 21. Juni 1919 den Befehl zur Selbstversenkung. Mit wenigen Ausnahmen versanken alle deutschen Schiffe.
Ein Großteil der Flotte wurde zwischen 1921 und 1939 gehoben und verwertet. Als letztes wurde die Derfflinger gehoben.
Heute liegen immer noch sieben Schiffe (Dresden, Cöln, Karlsruhe, Brummer, Kronprinz Wilhelm, Markgraf, König) am Meeresgrund und dienen als beliebtes Ziel für Tauchausflüge.

## Zweiter Weltkrieg

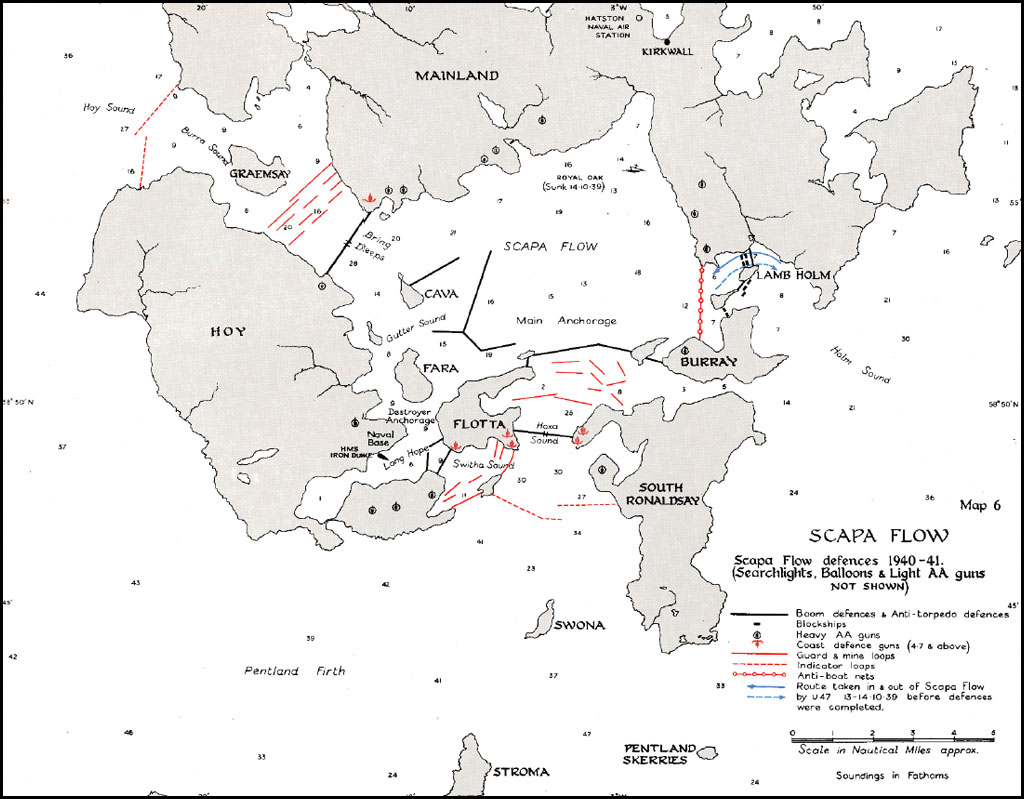
Torpedonetze in Scapa Flow

Im Zweiten Weltkrieg gelang es dem deutschen Unterseeboot U 47 unter dem Kommando von Kapitänleutnant Günther Prien, am 14. Oktober 1939 durch den Kirk Sound in die Bucht von Scapa Flow einzudringen. Er konnte das britische Schlachtschiff Royal Oak mit 833 Mann Besatzung versenken und danach den Hafen wieder verlassen. Prien und Scapa Flow wurden in der Folge durch die NS-Propaganda berühmt. Nach diesem Vorfall wurden sämtliche bis dahin nur durch Blockschiffe blockierten östlichen Zugänge durch feste Barrieren versperrt. Diese sogenannten Churchill Barriers wurden von italienischen Kriegsgefangenen erbaut. Durch sie sind die Inseln South Ronaldsay, Burray, Glimps Holm, Lamb Holm von Mainland aus befahrbar. Am 17. Oktober 1939 flog die I. Gruppe des Kampfgeschwaders 30 mit ihren Junkers Ju 88 einen Angriff, bei dem die Iron Duke von Bomben getroffen wurde und auf Grund gesetzt werden musste.

## Nachkriegszeit

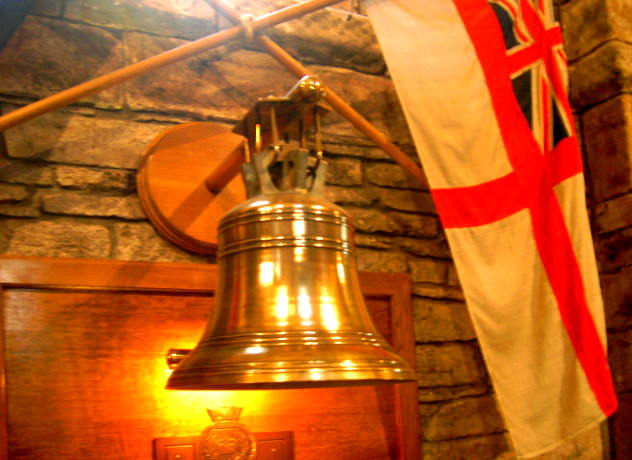
Gedenkstätte für die Royal Oak im Magnusdom, Kirkwall

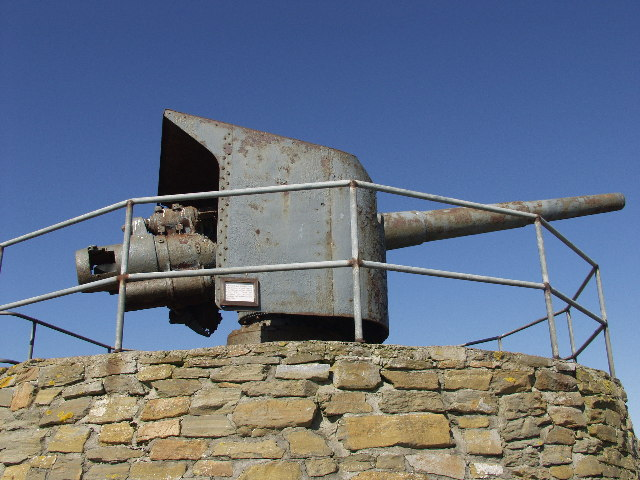
15-cm-Schnellladekanone L/45 der SMS Bremse im Scapa Flow Visitor Centre

Die Flottenbasis blieb bis 1956 in Betrieb. 1977 erwarb der Rat der Orkneys das verlassene Gelände des Stützpunktes Lyness. Es wurde in den folgenden Jahren zum Besucherzentrum ausgebaut. Im April 1990 wurde das Scapa Flow Visitor Centre eröffnet. Im ehemaligen Pumpenhaus sind diverse Fotos, Modelle und Relikte ausgestellt. Vor dem Haus befinden sich unter anderem zwei 15-cm-Geschütze der Kreuzer Karlsruhe und Bremse.

## Low-background Steel
Seit den ersten Tests von Atombomben ist die Umwelt mit geringen Mengen radioaktiver Nukliden kontaminiert und seitdem produzierter Stahl gering radioaktiv. Um sehr geringe Aktivitäten messen zu können, benötigt man Messzellen aus sog. Low-background steel. Das ist Stahl, der vor den ersten Kernwaffentests hergestellt wurde. Eine wichtige Quelle dieses Stahls sind die versenkten Schiffe der deutschen Kriegsmarine.